# Kościół Trójcy Świętej we Wschowie
Kościół pw. Trójcy Świętej we Wschowie – rzymskokatolicki kościół filialny należący do parafii św. Stanisława Biskupa i Męczennika we Wschowie w dekanacie Wschowa diecezji zielonogórsko-gorzowskiej.

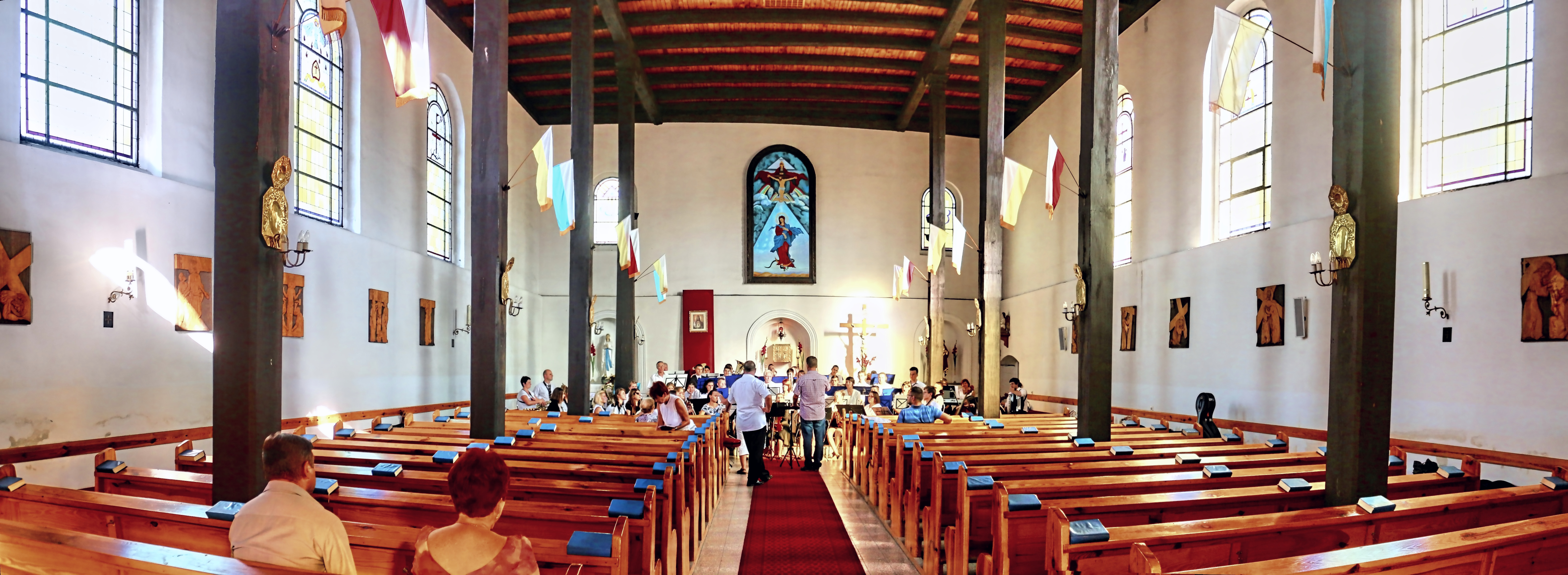
Wnętrze kościoła św. Trójcy

## Historia
Świątynia została zbudowana w latach 1837-1839 według powstałego w 1825 roku projektu znakomitego architekta niemieckiego Karla Friedricha Schinkla. Pierwotnie był to kościół ewangelicki. Po zakończeniu II wojny światowej w świątyni znajdował się magazyn. Na początku lat 90. XX wieku kościół został przekazany parafii św. Stanisława Biskupa i Męczennika i obecnie jest jej świątynią filialną. Jest to budowla salowa, wzniesiona na planie prostokąta, posiadająca fasadę z dwiema wieżami. Jej wnętrze nakryte jest stropem podpartym dwoma rzędami słupów.